# Леженцев, Сергей Борисович
Серге́й Бори́сович Ле́женцев (укр. Сергій Борисович Леженцев; род. 4 августа 1971, Симферополь) — украинский и российский футболист, защитник. Мастер спорта международного класса. Выступал за сборную Украины. Тренер.
За сборную Украины сыграл 7 матчей. Дебютировал 16 октября 1993 года в товарищеском матче со сборной США.
В высшей лиге Украины провёл 177 матчей, забил 5 мячей.
В 2015 году возглавлял клуб «Беркут» из Армянска. В 2016 году стал тренером клуба «Бахчисарай» выступающего в Премьер-лиге КФС. С сентября 2017 года — главный тренер ялтинского «Рубина». 28 января был уволен с должности главного тренера «Рубина». В июле после вылета Рубина из Премьер лиги КФС в Любительский чемпионат Крыма снова стал главным тренером этого клуба.
После аннексии Крыма Россей принял российское гражданство. В 2018 году вступил в общественное движение Putin Team.
С июня 2020 года — главный тренер клуба ПФЛ «Туапсе». 5 октября по решению КДК РФС отстранён от футбола на один год за подмену игроков в матче со СКА. В 2021 году стал тренером-консультантом ФК «Рубин» (Ялта), в заключительных матчах осенней части сезона-2021/22 исполнял обязанности главного тренера, с 2022 года — член тренерского штаба команды.

## Достижения
- Чемпион Украины (2): 1994/95, 1995/96
- Обладатель Кубка Украины: 1995/96